# Wolfgang Herber
Wolfgang Wilhelm „Wolli“ Herber (* 19. Juli 1949 in Wiesbaden; † 7. Februar 2013 ebenda) war ein deutscher Lehrer, Kommunalpolitiker (SPD) und Heimatforscher.

## Leben
Herber machte 1968 sein Abitur an der Gutenbergschule in Wiesbaden. Von 1968 bis 1973 studierte er Psychologie, Germanistik, Soziologie, Politologie und Erziehungswissenschaften in Mainz und Frankfurt und legte die Staatsprüfungen für das Lehramt in den Fächern Deutsch und Sozialkunde ab. Seither arbeitete er als Haupt- und Realschullehrer.
Seine politische Arbeit begann im Ortsbeirat von Wiesbaden-Mitte, dem er von 1981 bis 1985 angehörte. Von 1989 bis 1997 war er Stadtverordneter, seit 1997 ehrenamtlicher Stadtrat. Daneben war er Beisitzer im SPD-Ortsverein Auringen.
Im August 2005 wurde er für ein Jahr Kulturdezernent der Stadt Wiesbaden. In dieser Funktion setzte er sich für die Gründung des „Fördervereins für das Stadtarchiv“ ein, für einen runden Tisch zur Klärung der Zukunft des Kulturzentrums Schlachthof sowie für die Einführung des Programms „Caligari zwischen den Jahren“. Außerdem war er Mitglied des Theaterbeirats des Hessischen Staatstheaters sowie des Vorstands des Deutschen Filminstituts. Er war Gründungsmitglied und Kuratoriumsmitglied der Deutschen Gesellschaft und seit 1997 Vorstandsmitglied der Wiesbadener Musik- und Kunstschule.
Als Heimatforscher publizierte er Aufsätze und Artikel zur Lokal- und Regionalgeschichte.

## Ehrungen
- 2010: Verdienstkreuz am Bande der Bundesrepublik Deutschland „für sein jahrzehntelanges ehrenamtliches Engagement“[1]

## Schriften
- Auf Schusters Rappen. Wiesbaden: Touristenverein „Die Naturfreunde“, Ortsgruppe Wiesbaden, 1995.